# Revista do Rádio
La Revista do Rádio fue una publicación semanal de Río de Janeiro, que circuló 1948 y 1970 (cuando se convirtió en Revista do Rádio e TV), publicada por Anselmo Domingos que retrató el periodo de la era de la radio brasileña. El primer número tuvo cuarenta páginas, costaba 3 cruzeiros, y mostraba en la portada a Carmen Miranda.

## Características
La publicación poseía cerca de cincuenta páginas; inicialmente mensual, ya en 1950 se tornó semanal, siendo la primera del país en retratar exclusivamente las noticias del universo artístico que giraba en torno a la radiodifusión.
En total se publicaron más de mil ediciones de la revista.
En una encuesta hecha en 1956 por la IBOPE, en Río de Janeiro, la Revista do Rádio fue la segunda más leída, solo por detrás de O Cruzeiro.

## Contenido
La Revista de "fofocas", tenía en su buque insignia una sección denominada Mexericos da Candinha, en donde un personaje creado por la redacción de la revista colocaba notas sobre la vida personal de los artistas, muchos de ellos acreditando que se trataba de una persona real. Además de esto, poseía secciones en la que los artistas, acompañado de las radionovelas, etc.
A partir de 1955 Anselmo Domingos comenzó a firmar sus editoriales, que también retrataban noticias vinculadas al mundo de la radio y sus celebridades.
La revista se encuentra digitalizada con buscar por palabra en su contenido por la Biblioteca Nacional.

## Para saber más
- Revista do Rádio - Libro de Rodrigo Faour. Ed. Relume-Dumará/RioArte, colección Arenas do Rio. 162 págs.